# Monique Coker
Monique Coker (ur. 28 listopada 1982 w Nowym Jorku) – amerykańska koszykarka występująca na pozycji skrzydłowej, obecnie zawodniczka klubu Târgoviște.
Zaliczyła obozy przygotowawcze zespołów WNBA, New York Liberty (2005) i Connecticut Sun (2006). W 2004 roku rozegrała trzy spotkania sezonu regularnego dla Los Angeles Sparks.

## Osiągnięcia
Stan na 22 kwietnia 2019, na podstawie, o ile nie zaznaczono inaczej.
NCAA
- Uczestniczka:
  - rozgrywek NCAA Elite Eight (2002)
  - turnieju NCAA (2001–2004)
- Mistrzyni:
  - turnieju konferencji Colonial Athletic Association (CAA – 2001–2004)
  - sezonu regularnego CAA (2001–2004)
- MVP turnieju CAA (2001)
- Zaliczona do:
  - I składu:
    - debiutantek CAA (2001)
    - turnieju CAA (2001–2003)
    - CAA (2004)

  - II składu CAA (2003)

Drużynowe
- Mistrzyni Rumunii (2009, 2012, 2015)
- Wicemistrzyni Rumunii (2014)
- Brązowa medalistka mistrzostw Polski (2007)
- Zdobywczyni Pucharu Rumunii (2009, 2012, 2014, 2017)[4]
- Finalistka Pucharu Izraela (2008)

Indywidualne
(* – nagrody przyznane przez portal eurobasket.com)
- MVP:
  - ligi rumuńskiej (2012)
  - Ford Germaz Ekstraklasy (2007)[5]
  - Pucharu Rumunii (2012)
  - meczu gwiazd PLKK (2006)[6]
  - kolejki PLKK (10, 13, 19 – 2006/07)[7][8][9]
- Zaliczona do:
  - III składu ligi rumuńskiej (2017)*[4]
  - składu honorable mention ligi rumuńskiej (2018)*[10]
- Uczestniczka meczu gwiazd:
  - ligi tureckiej (2008)
  - ligi rumuńskiej (2009, 2015, 2017)[4]
  - meczu gwiazd PLKK (2006)[6]
- Liderka strzelczyń sezonu regularnego PLKK (2007)[11]